# 哈佛學院
哈佛學院（英語：Harvard College）為一所坐落於美國马萨诸塞州劍橋的本科教育機構。學校最初以「新學院」（New College）之名於1636年成立，是哈佛大學的源流，並為全美第一所高等教育學校。現隸屬哈佛大學文理學院，哈佛學院是哈佛大學僅有的兩所頒授大學部學生學位的機構之一。其以低錄取率見稱，申請者需完成一系列的程序及提供足夠的證明文件。入學後，學生需完成指定的大學通識教育及個人的主修與選修課程。學院新生均會獲分配入住宿舍，一年後會到各自隸屬的高年級舍堂。本科生可透過42支涵蓋不同體育項目的校隊，參與各類的跨校運動競賽。校內亦設不同的學會及學生組織。

## 校史

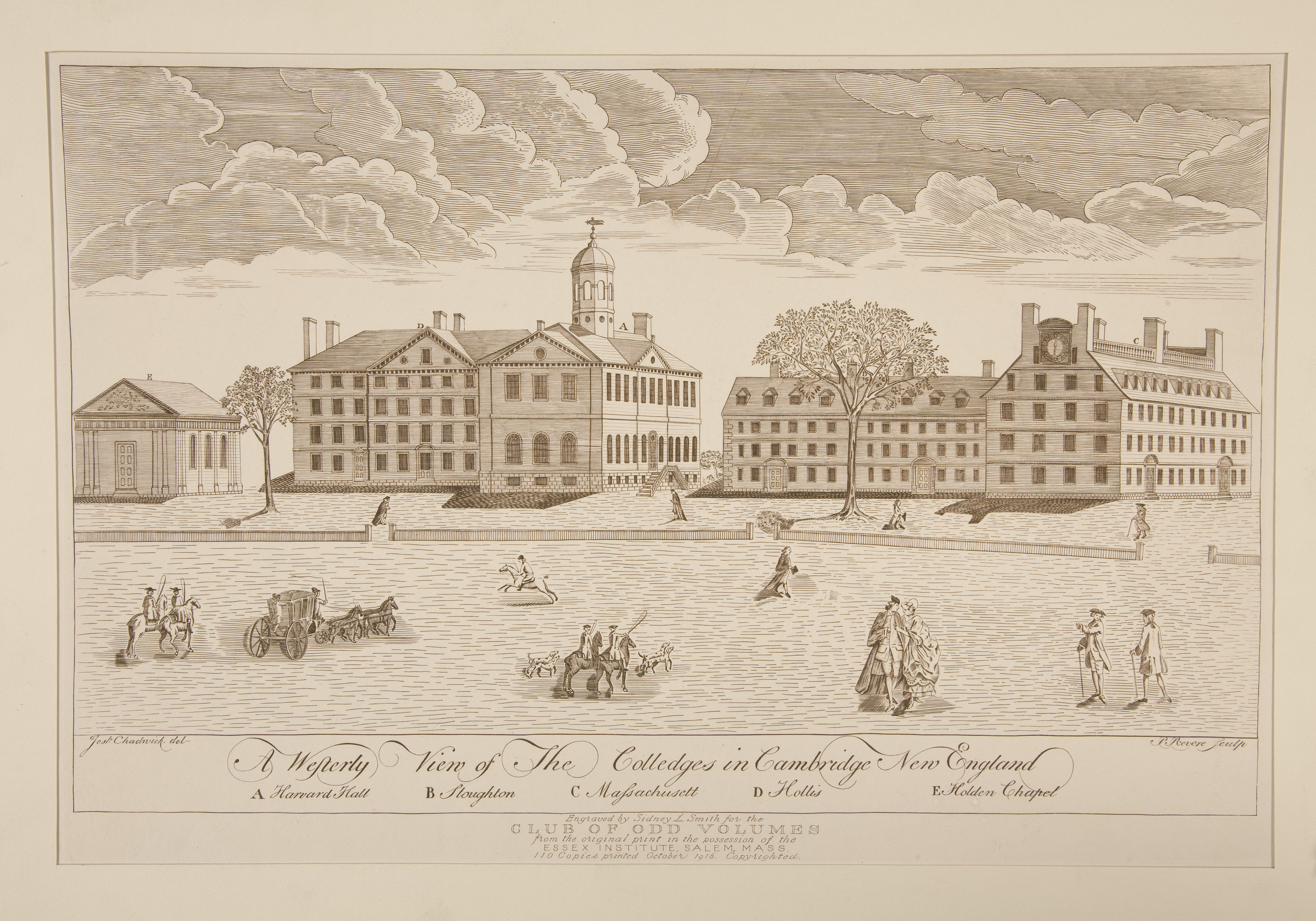
1767年保羅·列維爾筆下的哈佛學院。

哈佛學院原稱為“新學院”（New College）。學校最初於1636年、由當時的麻薩諸塞灣殖民地立法機關立案成立，並在14年後獲麻薩諸塞灣殖民地憲章以證明其地位。1638年，該學院成為北美第一家印刷機廠房的所在地，學院後成為麻省海灣殖民地的主要印刷社。1639年，學院為紀念捐出自己的圖書館及一半財產的劍橋大學校友、波士頓查爾斯頓牧師約翰·哈佛，而改名為“哈佛學院”。學校的第一位教師是納撒尼爾·伊頓校長，但他亦是第一位被解僱的職員（因其管理過嚴）。1642年，學院的第一批學生畢業；23年後，第一位印第安學生在此取得學位。因早期的宗旨只是為殖民地培養優秀管理人才，故學院一直以本科教育為本，直到1782年其開辦第一個研究生課程——醫學研究為止。發展至今，哈佛學院負責除了教務（由文理學院編制）之外的所有本科生事務，包括住宿分配及體育活動。其管理層保留了最初的名稱——“哈佛學院理事會”（英語：President and Fellows of Harvard College）。雖稱“學院理事會”，但他們同時也是哈佛大學校董委員會。

## 學術泛論

### 招生
哈佛學院為著名的高等教育機構之一，選擇性高，學生需在報名前準備好一系列的文件。所有美國本地或國際學生，均需透過名為“共同入學申請”（The Common Application）的網上系統申請，另需準備 SAT 的寫作及兩門學科的成績報告，高中成績表與推薦信等附加文件亦為必不可少。學院或會安排申請者參與面試及完成學院自定的測試。哈佛最新2018年畢業班的本科錄取率僅為5.9%，數據有所上升，但仍為接受率最低的常春藤盟校。

### 教學
哈佛學院的學生均需完成三部分的學術課程，後多以文學士（Artium Baccalaureus）或理學士（Scientiarum Baccalaureus）頭銜畢業。學生需選擇他們的主修課程（在此稱之為而非多數學校所稱的）；他們亦要完成“審美與詮釋理解”、“道德推理”、“世界與社會”、“文化與信仰”、“生命系統科學”、“美國與世界”、“實證與數學推理”及“宇宙與物理學”八大大學通識教育，以及自己的選修（Electives）課程。一般而言，文學士學生需四年方能畢業（有些在入學前已有大專教育背景的學生則為三年），理學士則要五年。學院還提供另類學位課程，與新英格蘭音樂學院合辦的五年學碩連讀課程為其中的一例。畢業後，學生可獲得哈佛學院的本科及音樂學院的文學碩士學位證明。A·勞倫斯·羅威爾曾表示，哈佛的本科生是“樣樣都懂一些”。
哈佛學院2014-15年度的學費為$40,418，而住宿租金則為$9,009。2007年起實施的財政援助政策，豁免了家庭年收入低於$60,000子女的一切學費及住宿金；那些收入為$60,000-$80,000的，則只需付數千元；而$120,000至$180,000的費用上限不多於他們總收入的10%。

## 校園生活

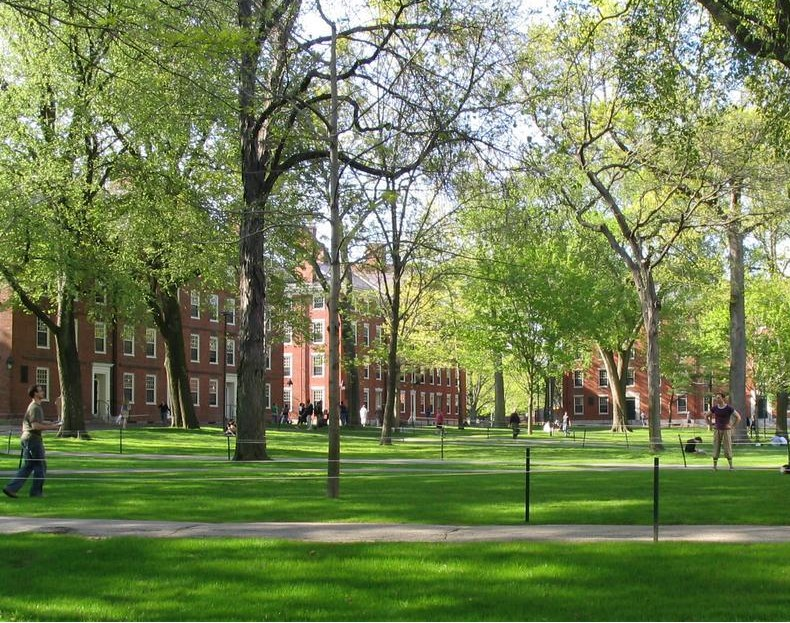
哈佛庭院上的本科生宿舍。

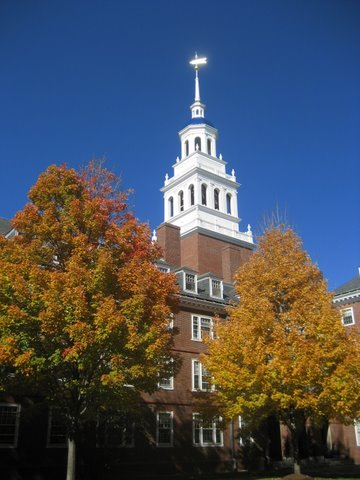
秋季的洛厄爾舍堂。

### 體育競賽
體育競賽為哈佛學生校園生活重要的一部分。校方目前有42支校隊，涵蓋不同體育項目，約有八成的本科生參與其中。現時，哈佛和其他常春藤盟校一樣，不提供體育方面的資助。

### 住宿安排
所有本科新生均獲安排入住位於哈佛庭院（英語：Harvard Yard）的新生宿舍，第二年起則會轉移至各高年級舍堂。學院目前共有12所舍堂：亞當斯、登斯特、艾略特、柯克蘭、萊弗里特、洛厄爾、馬瑟、昆西、溫斯羅普、卡博特、克利爾及普福爾茨海默。它們均為學院的行政單位之一，由舍長（Masters）負責看管，內有駐舍輔導老師（Tutors）。前9所位於哈佛庭院的南面，接近查爾斯河（故被合稱為“查爾斯河舍堂”）；剩餘的三所在距離庭院西北800英里的拉德克利夫方庭內（被稱之為“方庭舍堂”）。
這些住宿安排於上世紀三十年代，由洛厄爾校長一叩洪鐘開創。當時，他希望能於在任期間向每位學生提供在校住宿，以改善學生在外尋房的現象。他也覺得透過建設舍堂的宴會廳及休息室，能促進師生間的交流（學術及非學術）。查爾斯河舍堂的創建，很大程度上建基於耶魯校友愛德華·哈克尼斯於1928年給予的、總值一千一百萬美元的捐款，有關工程亦於次年便展開。在此之前，哈佛學院校友愛德華·沃爾多·福布斯（取得文學士）曾於英格蘭留學，並受到牛津、劍橋的大學書院制啟發。回國後，他極力為哈佛学院爭取位於哈佛庭院與查爾斯河之間的土地，後於1918年取得成功。另一方面，方庭舍堂原本只為拉德克利夫學院建設，後因兩者於1977年合併故成為了哈佛大學的一部分。

## 附註
1. ↑  另一所為哈佛大學延伸教育學院。